# بريتش ايروسبيس إيه تي بي
بريتش ايروسبيس إيه تي بي (بالإنجليزية: British Aerospace ATP)‏ هي طائرة خطوط جوية، بمحركين توربينيين. أنتجت في 1988 ببريطانيا. من صناعة بريتش ايروسبيس. كان أول طيران لها في 6 أغسطس 1986. ومازالت في الخدمة حتى الآن. صنع منها 64 طائرة.

## الطرزات
جت ستريم 61
بريتش ايروسبيس جت ستريم 61 هي طراز محسن مشتق من إيه تي بي (ATP).